# 시마모토역
시마모토역(일본어: 島本駅, しまもとえき)은 일본 오사카부 미시마군 시마모토정에 있는 역으로, 서일본 여객철도 (JR 서일본)의 도카이도 본선 (JR 교토 선) 상에 있는 역이다.
다카쓰키역과의 거리는 5.3km로, JR 교토 선의 구간 거리로는 가장 길다.

## 개요
야마자키와 다카쓰키 간이 개통된 이래, 새로운 역의 신설 요구가 없었으나, 7.5km나 되는 역간 거리탓에 새로운 역의 구상은 있었다. 시마모토 정에서는 일본국유철도 시대부터 신역의 설치를 요구하는 움직임을 보여으나, 재정상의 문제로 일단 미루어졌다. 하지만 1987년 JR 서일본으로부터 시마모토 정에 신역 설치의 희망 유부를 가리는 것에 대한 연락을 받고, 정내에서 설치에 대한 본격적인 검토에 들어갔다. 시마모토 정의 1999년도 도시계획 마스터 플랜에서는 신역 설치 예정지를 합숙시설과 오사카 부립 청년의 집 부근으로 하려고 했는데, 이 시설들 자체가 2001년 3월에 폐쇄하게 되어버려 신역의 동측과 역 앞 광장 용지의 취득에 관계된 문제가 해결되었던 덕분에 한번에 계획이 발전하게 되었다. 당초에는 2007년의 봄에 개업을 목표로 하고 있었지만, 건설 계획의 변경과 신역 서측의 용지 매수가 난항을 겪었던 탓에 개업은 2008년 3월 15일이 되었다. 또, 개업 식전에는 하시모토 토오루 오사카 부 지사가 테이프 커팅에 참가했다.
시마모토정의 요청으로 입선 멜로디 "밤이 온다" (夜がくる)가 별도로 도입되었다. "밤이 온다"는 시마모토 정에 증류소를 세운 산토리 맥주의 광고용 음악으로 작곡된 것이다. 이로써 시마모토 역은 JR 교토 선에서, 교토역과 오사카역을 제외하고는 처음으로 입선 멜로디를 채용한 역이 되었다.
쾌속 열차는 교토 ~ 다카쓰키를 보통 열차로 운전하는 경우는 정차하지만, 교토 ~ 니시아카시간 쾌속 운전을 하는 아침과 심야의 쾌속은 통과한다.
동쪽 출구 앞에는 유료의 주륜장 (자전거나 오토바이를 주차할 수 있는 공간, 출입부는 회전 게이트식)이 설치되어있다. 또, 서쪽 출구로는 자동차가 통행 가능하도록 도로를 정비하여 놓지 않아 자전거, 보행자 전용 도로로만 접근이 가능하다.

## 역 구조
섬식 1면 2선식 구조의 교상역. 플랫폼은 내선에만 설치되어 있으며, 폭은 약 7m이고, 길이는 약 250m로, 12량까지 정차가 가능한 구조이다.
이 구간은 축대상에 위치하고 있기 때문에 당초에는 역사를 지하로 묻어 반지하 형식으로 건설하려고 했던 계획도 있었지만, 시마모토 정의 요구로 설치되는 역이라 시마모토 정의 재정 문제로 인하여 건설비를 억제할 수 있는 교상역으로 변경하였다.
흡연실이 별도로 설치되어 있어 종일 금연을 실시하고 있다.

### 승강장
↑다카쓰키·오사카 방면

| １２ | 

교토·구사쓰 방면↓
| 1 | ●JR 교토 선 (하행) | 다카쓰키·오사카·산노미야 방면 |
| 2 | ●JR 교토 선 (상행) | 교토·구사쓰·마이바라 방면     |

## 역세권 정보
- 한큐 전철 미나세 역
  - 미나세 역까지의 오사카 부도 124호선 (약 600m 거리)를 정비중
- 시마모토 정립 제 1 유치원
- 시마모토 정립 역사 문화 자료관 (역과 동시 개장)
- 시마모토 정 사무소

### 버스 승강장
한큐 버스
30계통, 40계통, 50계통

## 이용 현황
2007년도에 예측한 승차 인원은 약 4,546 명으로 보고 있다. (시마모토 정 총계서로부터)

## 역사
- 2003년 3월 - 시마모토 정과 JR 서일본이 신역 설치에 대한 기본 협정을 체결.
- 2003년 8월 - JR 서일본이 긴키 수송국장에 철도 사업법을 근거로하여 신역의 설치를 인가 신청.
- 2005년 3월 - 역 앞 광장 정비공사 착수.
- 2005년 11월 - 본격적인 설치 공사 착수.
- 2008년 3월 15일 - 개업.

## 인접역
| 서일본 여객철도 도카이도 본선 | 서일본 여객철도 도카이도 본선        | 서일본 여객철도 도카이도 본선 |
| ----------------------------- | ------------------------------------ | ----------------------------- |
| 야마자키 마이바라 방면        | ● JR 교토 선 ■ 보통 (각역정차), 쾌속 | 다카쓰키 오사카 방면          |